# María Irene Fornés
María Irene Fornés (L'Avana, 14 maggio 1930 – New York, 30 ottobre 2018) è stata una drammaturga cubana naturalizzata statunitense, figura di spicco del movimento di rinnovamento teatrale dell'Off-Off-Broadway negli anni 60.
Nel corso della sua carriera vinse nove Obie Award e la Guggenheim Fellowship, oltre ad essere stata una finalista per il Premio Pulitzer per la drammaturgia e venire eletta membro dell'American Academy of Arts and Letters.

## Biografia
María Irene Fornés nacque all'Avana, figlia di Carmen Collado e Carlos Fornés. Nel 1945, dopo la morte del padre, emigrò negli Stati Uniti con la madre e la sorella Margarita Fornés Lapinel. Arrivata negli Stati Uniti, dove ottenne la cittadinanza nel 1951, cominciò a lavorare in una fabbrica di scarpe, per poi decidere di studiare inglese e cominciare a lavorare come traduttrice. A diciannove anni cominciò a interessarsi alla pittura e cominciò a studiare a New York e Provincetown con Hans Hofmann. Nel 1954 conobbe la scrittrice e modella Harriet Sohmers, con cui intraprese una relazione e si trasferì a Parigi con lei. Qui fu profondamente influenzata dalla prima mondiale di Aspettando Godot di Samuel Beckett e cominciò ad interessarsi al teatro. Nel 1957, al termine della relazione con la Sohmers, tornò negli Stati Uniti dopo aver vissuto per tre anni a Parigi, dove aveva studiato pittura. Nel 1959 conobbe la scrittrice Susan Sontag, con cui iniziò una relazione durata alcuni anni. Nel 1961 scrisse la sua prima pièce, La Viuda (La vedova), una rielaborazione di alcune lettere mandate alla sua bisnonna materna da un cugino in Spagna; la pièce fu scritta e portata in scena a New York in spagnolo e non fu mai tradotta in inglese.
Nel 1963 la sua opera There! You Died fu portata in scena a San Francisco e l'anno dopo fu allestita all'Actors Studio di New York con il titolo Tango Palace. La pièce l'aiutò a costruirsi una reputazione come esponente del teatro dell'assurdo e il successo la portò ad avvicinarsi a membri di spicco della scena teatrale newyorchese come Norman Mailer e Joseph Papp. A Tango Palace seguirono The Successful Life of 3 e  Promenade, che le valse l'Obie Award per la migliore opera teatrale nel 1965. La sua quattordicesima opera, Fefu and Her Friends (1977), fu un enorme successo e segnò un punto significativo nella produzione dell Fornes, che continuò con il suo lavoro di decostruzione delle tradizioni e dei mezzi teatrali. In Fefu and Her Friends l'azione si svolge infatti in quattro diversi punti del teatro ed è lo spettatore a scegliere qualche trama seguire, per quanto e come. La pièce fu un successo di critica e fu particolarmente apprezzata negli ambienti femministi. Negli anni ottanta la drammaturga cominciò anche a dirigere le proprie opere, scrivendo e dirigendo The Danube (1982), Mud (1983) e Sarita (1984). Le tre opere le valsero l'Obie Award sia come scrittrice che come regista. The Conduct of Life (1985) e Abingdon Square (1988) le valsero il suo settimo e ottavo Obie Award, mentre nel 1990 il suo dramma And What of the Night? fu candidato al Premio Pulitzer per la drammaturgia. Figura fondamentale del teatro d'avanguardia statunitense, la Fornés è stata citata come grande fonte d'influenza e d'ispirazioni da importanti drammaturghi come Tony Kushner, Paula Vogel, Lanford Wilson, Sam Shepard ed Edward Albee.

## Opere teatrali
- The Widow (1961)
- There! You Died (1963)
- The Successful life of 3: A skit for Vaudeville (1965)
- Promenade (1965)
- The Office (1966)
- The Annunciation (1967)
- A Vietnamese Wedding (1967)
- Dr. Kheal (1968)
- Molly's Dream (1968)
- The Red Burning Light, or Mission XQ3(1968)
- Aurora (1972)
- The Curse of the Langston House (1972)
- Cap-a-Pie (1975)
- Washing (1976)
- Fefu and Her Friends (1977)
- Lolita in the Garden (1977)
- In Service (1978)
- Eyes on the Harem (1979)
- Evelyn Brown (1980)
- A Visit (1981)

- The Danube (1982)
- Mud (1983)
- Sarita (1984)
- No Time (1984)
- The Conduct of Life (1985)
- A Matter of Faith (1986)
- Lovers and Keepers (1986)
- Art (1986)
- "The Mothers" (1986;
- Abingdon Square (1987)
- Hunger (1988)
- And What of the Night? (1989)
- Oscar and Bertha (1992)
- Terra Incognita (1992)
- Enter the Night (1993)
- Summer in Gossensass (1995)
- Manual for a Desperate Crossing (1996)
- Balseros (1997)
- Letters from Cuba (2000)